# Região Geográfica Imediata de Surubim
A Região Geográfica Imediata de Surubim é uma das 18 regiões geográficas imediatas do estado brasileiro de Pernambuco e uma das 510 regiões imediatas do Brasil, criadas pelo Instituto Brasileiro de Geografia e Estatística (IBGE) em 2017.